# Grundträsket (Arjeplogs socken, Lappland)
Grundträsket är en sjö i Arjeplogs kommun i Lappland och ingår i Skellefteälvens huvudavrinningsområde. Sjön har en area på 0,795 kvadratkilometer och ligger 492 meter över havet.

## Delavrinningsområde
Grundträsket ingår i det delavrinningsområde (735355-159442) som SMHI kallar för Utloppet av Märsajaure. Medelhöjden är 535 meter över havet och ytan är 22,67 kvadratkilometer. Räknas de 3 avrinningsområdena uppströms in blir den ackumulerade arean 78,19 kvadratkilometer. Märsabäcken som avvattnar avrinningsområdet har biflödesordning 3, vilket innebär att vattnet flödar genom totalt 3 vattendrag innan det når havet efter 299 kilometer. Avrinningsområdet består mestadels av skog (72 procent) och sankmarker (15 procent). Avrinningsområdet har 2,77 kvadratkilometer vattenytor vilket ger det en sjöprocent på 12,2 procent.